# 569 v.Chr.

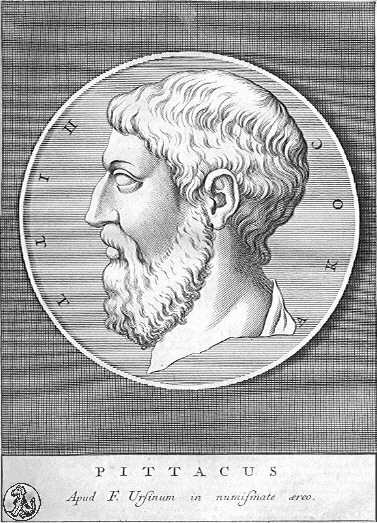
Pittakos van Mytilene

Het jaar 569 v.Chr. is een jaartal volgens de christelijke jaartelling. 

## Gebeurtenissen

### Egypte
- Farao Amasis stuurt wijngeschenken naar Delphi, hij sluit een alliantie met Lydië en Samos.

## Geboren
- Anacreon, Grieks lyrisch dichter

## Overleden
- Pittakos van Mytilene, Grieks veldheer en staatsman